# 竹内久乃
竹内 久乃（たけうち ひさの、1982年12月1日 - ）は、フリーアナウンサー。元山形放送アナウンサー。

## 来歴・人物
- 北海道札幌市出身。聖心女子大学文学部卒業後、2005年に山形放送入社。2009年4月にフリーとなり、キャスト・プラス（旧社名：クリエイティブ・メディア・エージェンシー）に2015年9月頃まで所属。
- 2012年4月28日、歌舞伎役者の三代目坂東亀蔵（2017年5月3日坂東亀寿改め三代目坂東亀蔵を襲名[3] [4]）と結婚したことを、自身のTwitterで公表した[5]。TBSニュースバードで共働した黒塚まやによると、7年の交際を経ての結婚だったという[6]。2015年暮れに第1子女児を出産し、2016年1月31日に自身のTwitterで公表した[7]。2020年9月23日、第2子・第3子となる双子の女児を出産した[8]。

## 過去の出演番組
山形放送時代
- YBCハッピーロード
- ゲツキンラジオ ぱんぱかぱーん
- YBCニュース

山形放送退社後
- TBSニュースバードキャスター（2009年4月 - 2012年3月）[1]
2010年12月時点で主に15時台の「ニュースの視点」進行役。2009年度は土曜日や月曜未明～早朝等に出演。
北海道出身のキャスターとしては、島ひとみ（旭川市出身）以来歴代2人目だった。
2012年3月30・31日の放送で、番組卒業の挨拶の際、結婚することを明らかにした。